# Guardia Urbana Municipal
La Guardia Urbana Municipal (GUM) era un cuerpo civil no armado dependiente de la Municipalidad de la ciudad de Rosario (en la República Argentina), cuya principal misión radicaba en consolidar la presencia del estado municipal en la vía pública promoviendo mejores condiciones de seguridad y convivencia urbana por medio de la prevención, la educación y el control. 
Fue disuelto el 27 de agosto de 2021 por el intendente Pablo Javkin (Decreto N.º 1342) con el objetivo de "mejorar las tareas de control en la ciudad". 
La Guardia Urbana velaba por el cumplimiento de las normas municipales y atendía, contenía y resolvía, por sí misma o en colaboración con otros organismos, situaciones de riesgo o conflicto que involucraran agresión y trasgresión a las disposiciones vigentes, utilizando técnicas de disuasión, persuasión y mediación. Contaba además con atribuciones para el labrado de actas, el secuestro de objetos y la ejecución de clausuras.
Organigrama
Director
Subdirector
Jefe de Planificación Estratégica
Jefe de Planificación Operativa
Jefes de turnos
Operarios o Guardias urbanos

## Antecedentes de su creación
La idea original para la creación de la GUM encuentra sus orígenes en la necesidad de reforzar la acción conjunta de las fuerzas de seguridad y otras instituciones vinculadas al control de emergencias (como los bomberos, la policía, Defensa Civil, etc.), con las que colabora de manera directa y coordinada, facilitando las tareas de prevención y resolución de conflictos a través de su relación directa con los vecinos de la ciudad.
Estas aspiraciones, vinculadas a la necesidad de obtener una mejor seguridad y nivel organizativo, se vieron materializadas bajo la gestión del intendente Miguel Lifschitz, quien retomó una propuesta de los Consejos Participativos de Distrito (realizada en el marco del Presupuesto Participativo) y finalmente la llevó a la práctica. Estos esfuerzos fueron canalizados a través del Programa de Innovación Administrativa de la Secretaria de Gobierno (área responsable de su diseño e implementación), a fin de proyectar la ejecución del proyecto en sucesivas etapas.
En una primera etapa del Programa, se estudiaron diversas experiencias de seguridad en el ámbito local; tras analizar y discutir diversas teorías contrapuestas respecto al tema, se realizaron consultas a expertos en temáticas variadas (como seguridad urbana, resolución de conflictos, sistemas y logística), a fin de obtener la información técnica necesaria para diagramar los basamentos primordiales de la Guardia.
La segunda etapa del proceso de creación del cuerpo, consistió en la realización de un minucioso proceso de selección de aspirantes para integrar los cuadros activos de la GUM. Los 600 empleados municipales que se presentaron al llamado fueron entrevistados y se les realizó un examen de aptitud psicofísica por psicólogos y médicos de la Secretaría de Salud Pública, dejando un saldo de 250 candidatos aptos, que más tarde serían sometidos a un intensivo programa de entrenamiento.

### Capacitación
Las actividades de capacitación fueron realizadas en el Predio Ferial "Parque Independencia", y estuvieron enmarcadas en el programa de entrenamiento para aspirantes. Llevadas adelante por más de 50 capacitadores y expositores (de probada y reconocida experiencia en las temáticas abordadas), se prolongaron por casi 3 meses (divididos en jornadas de 8 horas diarias todos los días hábiles de la semana) y persiguieron instruir a los guardias urbanos municipales, en teoría y práctica, en materia de normativa municipal vigente, procedimientos que deben seguirse según las diversas situaciones posibles, nociones de prevención del delito, mediación y derechos humanos, así como en aspectos más prácticos y operativos como RCP, primeros auxilios, evacuación, control de explosivos y procedimientos en general (realizando ejercicios de simulación en cada caso, a fin de ilustrar con mayor certeza cada tema), entre otros temas.

## Fundamentos y marco legal
La GUM regía todo su accionar en base al "Reglamento Guardia Urbana Municipal" (conjuntamente con la legislación nacional y provincial general), extendiéndose su aplicación a "...todo el personal, operativo y de conducción, que se desempeñe en la Guardia Urbana Municipal.", conforme dictaba su artículo 1º. En este Reglamento se establecían minuciosamente desde su misión, funciones, atribuciones y principios, hasta las normas de comportamiento que ha de observar un Guardia Urbano durante sus labores.

### Misión
Las misiones de la Guardia Urbana Municipal, conforme el art. 2 del RGUM:
- Consolidar la presencia del estado municipal en la vía pública promoviendo mejores condiciones de seguridad y convivencia urbana por medio de la prevención, la educación y el control.

- Aunar esfuerzos en pos de la construcción de una sociedad más justa, equitativa y segura. Una sociedad donde todos estén incluidos, donde todos se sientan seguros y donde todos puedan disfrutar de los espacios públicos y de las actividades culturales, creativas y/o de entretenimiento.

- Garantizar una mejor calidad de vida a la comunidad, que se fundamente en la inclusión social, el respeto a la libertad y el disfrute de los espacios públicos.

### Funciones
La GUM poseía 21 funciones, que se encuentran listadas en el art. 3 del RGUM; se enumeran a continuación sintéticamente, sus tres principales:
1. Recrear y difundir formas de comportamientos que promuevan los valores de seguridad, transitabilidad, libre esparcimiento, integridad de los bienes públicos, buena convivencia y de respeto del bien común.

1. Cuidar el mantenimiento del orden público en el territorio del municipio con el objeto de salvaguardar la seguridad de las personas, sus patrimonios y sus derechos.

1. Disuadir toda acción, sea individual o grupal que implique o conlleve a una trasgresión de la normativa o del deber ser.

### Atribuciones
El art. 5 del Reglamento establece taxativamente cuales son las facultades de la Guardia Urbana Municipal, dejando a salvo que tal enumeración se realiza "...independientemente de otras (facultades) que resulten necesarias para la consecución de la misión y funciones establecidas". Estas son:
- Dictar toda la reglamentación necesaria para su funcionamiento.

- Elaborar políticas y lineamientos de gestión.

- Establecer mecanismos de supervisión y control que permitan evaluar los resultados de la acción de la Guardia Urbana Municipal, y realizar acciones de mejora continua.

- Solicitar el auxilio y la colaboración de la fuerza pública a la autoridad provincial y/o nacional que corresponda.

- Rastrear y recabar información necesaria para la planificación estratégica de la acción de la Guardia Urbana.

- Hacer estudios criminológicos que permitan la configuración de un mapa delictivo.

- Planificar e intervenir en operativos necesarios para el logro de la misión indicada.

- Establecer y mantener vínculos con otras organizaciones en procura del correcto funcionamiento de la Guardia Urbana Municipal.

### Principios
Establece el art. 6 del RGUM, que "Son principios rectores del proceder del personal de la Guardia Urbana Municipal", los siguientes:
- Respeto a la vida.
- Respeto a la Constitución y al resto del ordenamiento jurídico.
- Respeto a la justicia.
- Respeto a la persona.
- Respeto a la igualdad, actuando con absoluta neutralidad política e imparcialidad; sin discriminación alguna por razón de sexo, raza, religión u opinión.
- Respeto a las instituciones democráticas.
- Respeto a los símbolos patrios.
- Respeto a los límites de la propiedad, sea ésta pública o privada.
- Respeto por los bienes de dominio público y el disfrute conforme a sus usos.
- Respeto al ambiente, atendiendo especialmente al cuidado de la limpieza de los espacios públicos.

En relación con estos principios, explica a su vez el reglamento en su artículo 7º que: "Son cualidades esenciales del Guardia Urbano, valores tales como honestidad, ética, responsabilidad, solidaridad, integridad, lealtad y sentido de pertenencia, comportamiento igualitario y participativo."

### Imagen
Entre sus artículos 8 y 16 del Reglamento, se establecían las condiciones a las que todo integrante de la Guardia Urbana debía atenerse mientras se encontrara en servicio, a fin de responder al correcto perfil que requería para cada operativo. Tales especificaciones, se infieren de lo establecido en los artículos mencionados, al decir respectivamente que "El Guardia Urbano debe cuidar su aspecto personal durante la prestación del servicio, atendiendo a su higiene y buena presencia." y "Debe mantener una posición corporal firme y erguida, símbolo de la imagen de la Guardia Urbana Municipal hacia la comunidad."
Además de estas consideraciones generales sobre su imagen, el Reglamento disponía un rígido criterio sobre el uso del uniforme y sus respectivos accesorios, (de comunicación y seguridad, así como el casco reglamentario, de ser necesario), conforme el cual solo se lo podía utilizar mientras se estaba de servicio, en correcto estado de limpieza, completo, y sin adicionarle cualquier tipo de distintivo, insignia, o condecoración distinta de aquellas que disponga el uso reglamentario. Además de lo anterior, cada efectivo deberá llevar a cada lugar en que desempeñe sus tareas, una credencial de identificación personal y acreditación de su función, para ser excibida frente a cualquiera que lo solicite.
Todo Guardia Urbano debía guardar el debido estado de aseo personal, manteniendo el pelo corto y prolijo en el caso de los hombres, (al igual que las patillas, barba o bigote, de tenerlos), y recogido en el caso de las mujeres, debiendo observar los mismos recaudos al utilizar maquillaje o pintura para uñas. Mientras se encontraran prestando servicio, los Guardias Urbanos tenían prohibido utilizar aros, cadenas, pulseras o cualquier accesorio que pudiera resultar cortante o poner en riesgo la integridad física.
Quedaba a su vez prohibido durante los horarios de servicio, fumar, (tanto en la vía pública como en cualquier dependencia techada), pudiéndose realizar solo en horario de descanso, y en aquellos sitios donde estuviere permitido.

## Organización
La GUM organizaba su estructura de manera funcional, procurando dotar a la institución de las herramientas necesarias para hacer frente tanto a los desafíos que se presentaran en la acción diaria de la Guardia, como a fin de velar por el cumplimiento de su reglamento y el correcto proceder de sus operativos.
En tal sentido, la estructura mencionada distribuía sus capacidades a nivel operacional, en diversas funciones destinadas a abordar las cuestiones específicas que le competen.
- Función Estratégica: asociada a la formulación de políticas globales destinadas a la conducción de la acción conjunta de la GUM.

- Función de Planificación: vinculada al diseño y elaboración de estrategias de intervención, destinadas a proyectar las tareas futuras de la Guardia sobre la base de estudios específicos realizados a tales fines.

- Función Operativa: refferida a la capacidad operativa directa con que cuenta la GUM, se expresa a través de la ejecución de procedimientos, operativos y rutinas en la vía pública, dividiendo sus recursos humanos, entre 250 guardias urbanos, 4 jefes de turno y 8 responsables de operativos.

- Función de Control: garantiza la transparencia y eficiencia en la acción de la Guardia, procurando fiscalizar que cada área que la compone proceda conforme los procedimientos apropiados y la normativa interna y externa vigente.

- Función de Apoyo: provee a los cuadros de la guardia de ciertos servicios específicos, destinados a evacuar los problemas que pudieran surgir dentro de estas áreas específicas. Entre esots, se cuentan: asesoría legal, comunicación institucional, recursos humanos, infraestructura y equipamiento, y administración.

### Accionar
Las tareas habituales de la Guardia Urbana municipal, se circuncribían a la realización de recorridas programadas por zonas preestablecidas, en virtud de diversos criterios como la extensión territorial, densidad poblacional, e indicadores de riesgo o conflicto del sector. De tal modo, cumplía una doble función preventiva y ejecutiva, recabando información sobre la situación general de la seguridad en la zona, (a fin de apoyar la acción conjunta con otras fuerzas de seguridad), y atender otras situaciones de emergencia o peligro inminente, en las que sean competentes.
Eventualmente intervenían en actos oficiales y espectáculos públicos, colaborando en la coordinación de su seguridad y previniendo la aparición de potenciales focos de conflicto durante los mismos. También tomaba parte frente a conductas transgresoras sin consecuencias graves, (señalando la falta, disuadiendo, mediando y ante casos puntuales labrando actas, efectuando el secuestro de objetos o realizando clausuras), y ante situaciones críticas, (de emergencias o urgencias en la vía pública que no involucran falta a la normativa municipal), brindando la asistencia inmediata necesaria para atender a las mismas, dando inmediata intervención a las entidades u organismos de auxilio específico, (de emergencias médicas, sanitarias, etc.).

### Equipamiento
La GUM contaba con una variedad de equipos especiales destinados a satisfacer las necesidades operativas de la institución. Entre estos, se cuentan una variedad de herramientas que facilitabann la movilidad, comunicación, sistemas de registro y seguimiento, y equipamiento variado.

#### Movilidad
- 15 pick-ups de doble cabina, tracción 2x4 y motor diésel 2,8 L.
- 9 motos con motor de 4 tiempos y arranque eléctrico.
- 15 bicicletas todo terreno, con cuadro de aluminio, suspensión delantera y cambios de 18 velocidades.

#### Comunicación
- 80 handies (78 de los cuales son portados por el personal de calle y 2 son utilizados en la Base de Operaciones).
- 40 dispositivos móviles con capacidad de transmisión de datos para el servicio de GPS, que portan los guardias urbanos municipales.
- Central telefónica (Base de Comunicaciones).

#### Equipamiento general
- Grupo electrógeno
- Gatos hidráulicos
- Hidrolavadora
- Compresor de aire
- Escaleras
- Cajas de herramientas
- Matafuegos
- Reflectores
- Téster digital
- Megáfonos
- Botiquines
- Elementos de seguridad

## Incorporación
Conforme el artículo 17 del RGUM, eran requisitos para prestar servicio en la Guardia Urbana Municipal:
- Ser argentino, nativo o naturalizado.
- Tener entre 21 y 45 años de edad.
- Poseer preferentemente estudios secundarios completos.
- Residir preferentemente en la ciudad de Rosario o en su defecto, tener conocimiento de los distritos en que se organiza la ciudad, ubicación de hospitales, de seccionales policiales y de los principales accesos de la ciudad.
- Poseer aptitud psicofísica para la función a desarrollar.
- Poseer cuidada presencia personal.
- Poseer vocación de servicio.
- Poseer habilidades respecto de: 
  - Predisposición para el servicio a la comunidad.
  - Manejo de relaciones interpersonales.
  - Motivación para enfrentar nuevos desafíos y trabajar en equipo.
  - Poseer las cualidades enumeradas en el artículo 7.
- Presentar declaración jurada detallando las actividades que desempeña y el origen de todos sus ingresos, así como su situación patrimonial al momento de ingresar a la Guardia Urbana Municipal.

No podrán integrar la GUM (conforme el artículo 21 del Reglamento):
- Quienes hubieren tenido sanciones disciplinarias, superiores a 10 días de suspensión, dispuestas a través del pertinente sumario administrativo.
- Quienes hubieran sido condenados por delito cometido en perjuicio de la Administración Pública en cualquiera de sus órdenes.
- Quienes se hallen comprendidos en las disposiciones de los artículos 234 y 236 de la Ley 24522/95 de Concursos y Quiebras.
- Quienes tengan pendiente proceso criminal o hubiesen sufrido condena por delito doloso.
- Quienes estén inhabilitados para el ejercicio de cargos públicos.
- Quienes hubieran sido exonerados en cualquier dependencia pública hasta tanto no fuere rehabilitado.
- Quienes se encuentren en alguna situación de incompatibilidad.
- Quienes tengan relaciones de parentesco o afinidad con integrantes de la Guardia Urbana Municipal que hagan incompatible el ejercicio de la función.